# 沃爾德倫 (印地安納州)
沃爾德倫（英語：Waldron）是位於美國印地安納州謝爾比縣的一個人口普查指定地區。該地的面積和人口皆未知。

## 地理
沃爾德倫所處的海拔為高於海平面251米（即823英呎），而該地所採用的時區為UTC-5，即北美東部時區（EST）。同時該地設有夏令時間，為UTC-5調快一小時，即UTC-4（EDT）。